# Starîi Kujil, Narodîci
Starîi Kujil (în ucraineană Старий Кужіль) este un sat în comuna Huto-Mareatîn din raionul Narodîci, regiunea Jîtomîr, Ucraina.

## Demografie
Componența lingvistică a localității Starîi Kujil
     Ucraineană (100%)
Conform recensământului din 2001, toată populația localității Starîi Kujil era vorbitoare de ucraineană (100%).